# Парпач-коль
Парпач-коль (укр. Парпач-Коль, крымскотат. Porpaç gölü, Порпач голю) — озеро или по другим данным пруд в балке маловодной реки Кой-Асан, на пересечении ей Парпачского хребта. Площадь зеркала — 1,0 км², длина — 1,3 км, средняя ширина — 1,0 км.

## География
Озеро (по данным Ресурсы поверхностных вод СССР. Том 6: Украина и Молдавия. Выпуск 4: Крым. Под. ред. М. М. Айзенберга и М. С. Каганера. — Л. Гидрометеоиздат. 1966. 274 с.)
Входит в Керченскую группу озёр (Коли Керченского полуострова). Длина — 0,96 км. Ширина макс — 1,1 км, сред — 0,6 км. Площадь водосбора — км². Длина береговой линии — км. Ближайшие населённые пункты — село Ячменное, расположенное непосредственно западнее озера.
Парпач-коль расположено вдали от побережья Чёрного моря. Озёрная котловина водоёма неправильной формы. Впадает балка маловодной реки Кой-Асан. Озеро пересыхает в летний период. На северо-востоке озера впадает балка и сухоречье. Северная береговая линия обрывистая без пляжей, у которой проходит дорога местного значения от села Батальное до Ячменного.
Озеро зарастает водной растительностью преимущественно на опреснённых участках — в устьях впадающих балок, в зоне выходов подземных вод. Тут интенсивно развиваются различные водоросли, вплоть до цветения воды. Среднегодовое количество осадков — 400—450 мм. Питание: преимущественно поверхностные (воды от снеготаяния и ливней) и от части подземные воды Причерноморского артезианского бассейна.
Пруд (по данным)
Устроен, судя по имеющимся данным, у селения Парпач во второй половине XIX века: в «Списке населённых мест Таврической губернии по сведениям 1864 года» водоём не упоминается и на карте 1876 года его ещё нет, впервые обозначен на верстовке 1890 года. Озёрная котловина водоёма неправильной округлой формы, по береговой линии котловина имеет отмели, в 1925 году крымский исследователь Иван Иванович Пузанов описывал его, как водоём очень мелководный и пересыхающий летом.

### Проблема классификации
В современных официальных источниках водоём отнесён в категории озёр (на 500-метровой карте 1989 года не подписан никак), при этом на более старых картах обозначался, как пруд, а на 250-ти метровке 1941 года хорошо видна дамба.